# Лілі-Лейк (Іллінойс)
Лілі-Лейк (англ. Lily Lake) — селище (англ. village) в США, в окрузі Кейн штату Іллінойс. Населення — 1032 особи (2020).

## Географія
Лілі-Лейк розташоване за координатами 41°57′4″ пн. ш. 88°28′26″ зх. д. / 41.95111° пн. ш. 88.47389° зх. д. (41.951186, -88.473995).  За даними Бюро перепису населення США в 2010 році селище мало площу 7,11 км², з яких 7,11 км² — суходіл та 0,00 км² — водойми.

## Демографія
Згідно з переписом 2010 року, у селищі мешкали 993 особи в 321 домогосподарстві у складі 274 родин. Густота населення становила 140 осіб/км².  Було 336 помешкань (47/км²).
Расовий склад населення:
| - 98,3 % — білих - 0,3 % — чорних або афроамериканців - 0,2 % — азіатів |

До двох чи більше рас належало 0,7 %. Частка іспаномовних становила 4,6 % від усіх жителів.
За віковим діапазоном населення розподілялося таким чином: 27,9 % — особи молодші 18 років, 65,1 % — особи у віці 18—64 років, 7,0 % — особи у віці 65 років та старші. Медіана віку мешканця становила 40,8 року. На 100 осіб жіночої статі у селищі припадало 109,9 чоловіків;  на 100 жінок у віці від 18 років та старших — 109,4 чоловіків також старших 18 років.
Середній дохід на одне домашнє господарство  становив 121 296 доларів США (медіана — 102 250), а середній дохід на одну сім'ю — 125 543 долари (медіана — 101 875). Медіана доходів становила 71 786 доларів для чоловіків та 47 000 доларів для жінок. За межею бідності перебувало 5,3 % осіб, у тому числі 7,0 % дітей у віці до 18 років та 0,0 % осіб у віці 65 років та старших.
Цивільне працевлаштоване населення становило 616 осіб. Основні галузі зайнятості: освіта, охорона здоров'я та соціальна допомога — 18,2 %, фінанси, страхування та нерухомість — 13,8 %, виробництво — 11,7 %, науковці, спеціалісти, менеджери — 11,0 %.